# Жуан-Коста

Жуан-Коста на карте штата.

Жуан-Коста (порт. João Costa) — муниципалитет в Бразилии, входит в штат Пиауи. Составная часть мезорегиона Юго-восток штата Пиауи. Входит в экономико-статистический микрорегион Алту-Медиу-Канинде. Население составляет 2960 человек на 2010 год. Занимает площадь 1800,244 км². Плотность населения — 1,64 чел./км².

## Демография
Согласно сведениям, собранным в ходе переписи 2010 г. Национальным институтом географии и статистики (IBGE), население муниципалитета составляет:
| Полное население                               | Полное население                               | Полное население                               | Полное население                               | 2960  |
| ---------------------------------------------- | ---------------------------------------------- | ---------------------------------------------- | ---------------------------------------------- | ----- |
| в том числе:                                   | Городское население                            | 701                                            | Процент городского населения, %                | 23,68 |
|                                                | Сельское население                             | 2259                                           | Процент сельского населения, %                 | 76,32 |
|                                                | Мужское население                              | 1571                                           | Процент мужского населения, %                  | 53,07 |
|                                                | Женское население                              | 1389                                           | Процент женского населения, %                  | 46,93 |
| Плотность населения, чел/км²                   | Плотность населения, чел/км²                   | Плотность населения, чел/км²                   | Плотность населения, чел/км²                   | 1,64  |
| Население муниципалитета в % к населению штата | Население муниципалитета в % к населению штата | Население муниципалитета в % к населению штата | Население муниципалитета в % к населению штата | 0,09  |

По данным оценки 2016 года, население муниципалитета составляет 2965 жителей.

## Статистика
- Валовой внутренний продукт на 2003 год составляет 5 237 091,00 реалов (данные: Бразильский институт географии и статистики).
- Валовой внутренний продукт на душу населения на 2003 год составляет 1683,95 реалов (данные: Бразильский институт географии и статистики).
- Индекс развития человеческого потенциала на 2000 год составляет 0,596 (данные: Программа развития ООН).